# Hasta la Vista Baby!
Hasta la Vista Baby! – nagrany na żywo album rockowej grupy U2. Został wydany w 2000 roku dla członków oficjalnego fan clubu zespołu. Zawiera on 14 piosenek z 25 wykonanych podczas koncertu będącego częścią ich trasy z 1998 roku, Popmart Tour. Cały koncert ukazał się wcześniej, w 1998 roku jako wideo Popmart: Live from Mexico City. Występ składał się m.in. z emocjonalnej interpretacji piosenki „One”, zadedykowanej piosenkarzowi zespołu INXS, Michaelowi Hutchence'owi, który zmarł kilka tygodni wcześniej. Tytuł płyty wziął się od popularnej kwestii „Hasta la vista, baby”, która pojawiła się w filmie z 1991 roku, Terminator 2: Dzień sądu. Album został nagrany na stadionie Foro Sol w Meksyku, 3 grudnia 1997 roku.

## Lista utworów
Wszystkie piosenki zostały stworzone przez U2. Wyjątkiem jest „Pop Muzik”, oryginalnie nagrany przez zespół M.
1. „Pop Muzik” – 3:07
2. „Mofo” – 4:35
3. „I Will Follow” – 2:50
4. „Gone” – 4:40
5. „New Year’s Day” – 4:58
6. „Staring at the Sun” – 4:30
7. „Bullet the Blue Sky” – 6:10
8. „Please” – 6:57
9. „Where the Streets Have No Name” – 6:34
10. „Lemon” (Perfecto Mix) – 2:04
11. „Discothèque” – 5:07
12. „With or Without You” – 5:45
13. „Hold Me, Thrill Me, Kiss Me, Kill Me” – 5:38
14. „One” – 6:06

## Członkowie
- Bono – wokal, gitara
- The Edge – gitara, instrumenty klawiszowe, wokal
- Adam Clayton – gitara basowa
- Larry Mullen Jr. – perkusja